# Den Hoorn (Texel)
Pour les articles homonymes, voir Hoorn (homonymie).

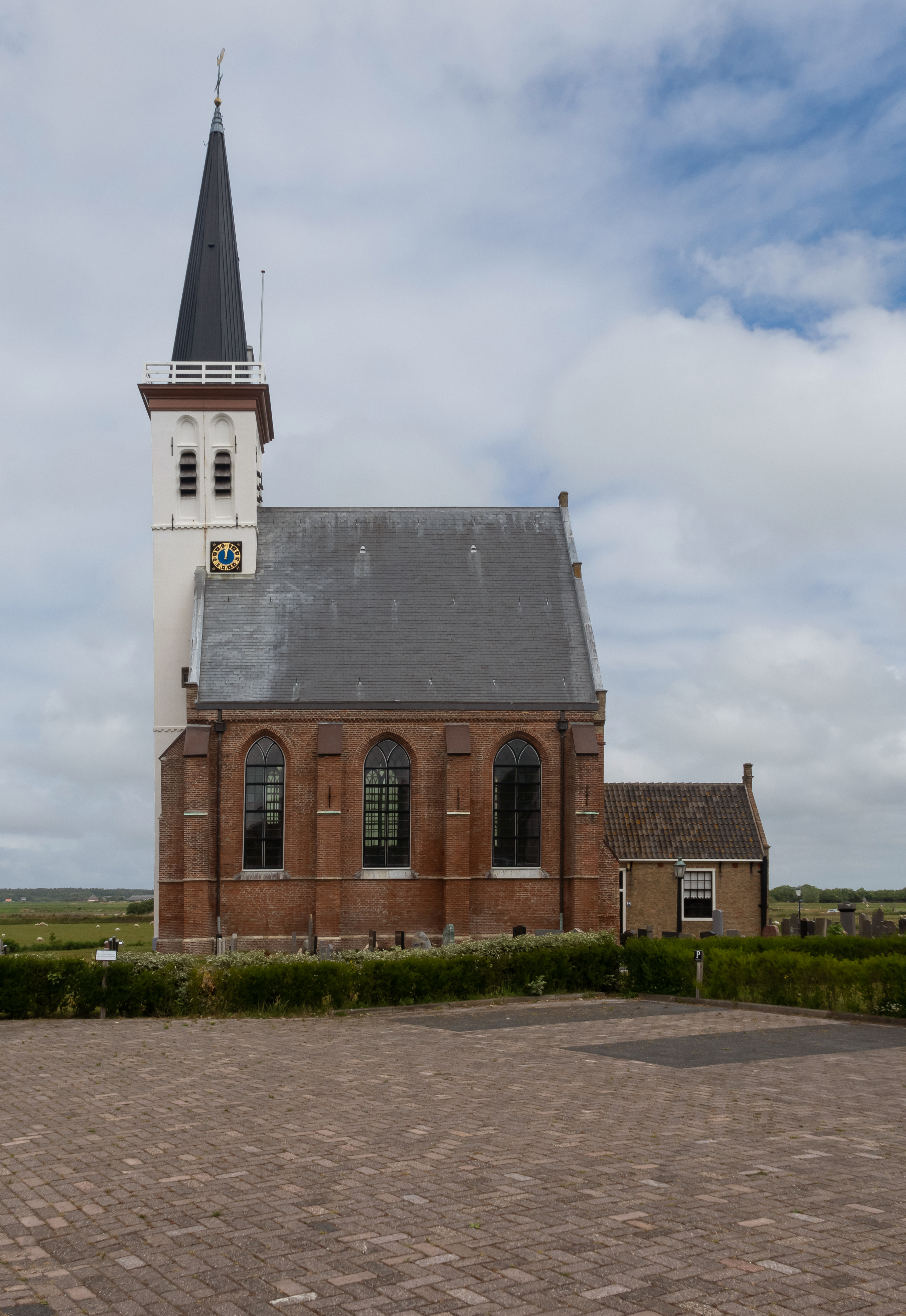
L'église protestante

Den Hoorn est un village de la commune néerlandaise de Texel, dans la province de la Hollande-Septentrionale.